# بخش مرکزی شهرستان کرخه
بخش مرکزی، یکی از بخش‌های شهرستان کرخه در استان خوزستان ایران است. مرکز این بخش، شهر الوان است.

## تقسیمات کشوری
- بخش مرکزی شهرستان کرخه
  - دهستان سیدعباس
  - دهستان آهودشت

شهر: الوان

## جمعیت
بر پایه سرشماری عمومی نفوس و مسکن در سال ۱۳۹۵، جمعیت بخش مرکزی شهرستان کرخه برابر با ۴۶٬۰۰۹ نفر بوده‌است.